# Fontenay-sous-Fouronnes
Fontenay-sous-Fouronnes é uma comuna francesa na região administrativa de Borgonha-Franco-Condado, no departamento de Yonne. Estende-se por uma área de 12,33 km². Em 2010 a comuna tinha 72 habitantes (densidade: 5,8 hab./km²).